# Ремдовски споменик природе
Ремдовски споменик природе (рус. Ремдовский заказник) заштићено је подручје у категорији споменика природе (МУЗП категорија III) у северном делу Псковске области, на западу европског дела Руске Федерације. Административно припада Псковском и Гдовском рејону Псковске области.
Заштићено подручје је успостављено 1985. са основним циљем заштите јединствене флоре и фауне у мочварним подручјима дуж југоисточних обала Чудског језера, те источне обале Топлог и Псковског језера. Име споменика природе потиче од реке Ремде, леве притоке Желче, која тече централним делом тог подручја. На овом подручју постоји чак 25 мањих ујезерених површина.
Подручје је обрасло шумама, а најдоминантније су борове шуме које чине 78% шумског ареала. Око 2% су шуме смрче, док остатак чине бреза, јасика и јова. Поред изузетно богате орнитолошке фауне, на заштићеном подручју обитавају и значајније популације лосова, дивљих свиња, срндаћа, мрког медведа, лисица и ракуноликих паса.
Најближи градови су Гдов и Псков.